# الناصر الدامرجي
الناصر الدامرجي (بالفرنسية: Naceur Damergi) ويعرف باسم سفاح نابل من مواليد عام 1944 في تونس العاصمة زمن الحماية الفرنسية في تونس. هو قاتل متسلسل تونسي نفذ جرائمه في فترة الثمانينيات.
أُعدِمَ شنقًا في 17 نوفمبر 1990 بتهمة اختطاف، اغتصاب وقتل أربع عشر قاصراً في ولايتَي نابل وتونس. تفيد شهادته التي أدلى بها للشرطة سنة 1990 أنه كان منبوذ طوال حياته مما ولد فيه حالة نقمة على بعض أفراد منطقته. كان آخر شخص نُفِّذ في حقه عقوبة الإعدام في تونس.

## التاريخ

### خلفية
هو ابن غير شرعي لبائعة هوى تدعى حورية، تعرفت سنة 1943 على شاب من ريف زغوان وحملت منه. علاقتها به تسببت بدخولها إلى السجن وهي حامل، وأنجبت ابنها في مستشفى شارل نيكول بتونس العاصمة. تزوجت بعد مغادرتها السجن من فلاح وسجلت ابنها باسمه. الناصر الدامرجي لم يَعرف والده البيولوجي إلا بعد مضي ثلاثين سنة؛ لذلك نشأ محروما من حنان الأب. كل من عرفه يقول بأنه شخص قبيح المنظر، قصير القامة، بنيته الجسدية لا تدل على أنه قادر على ارتكاب جرائم قتل مثل التي ارتكبها.
كان شخصًا متمكنًا من اللغة الفرنسية، وشهِدَ له الأطباء والمختصين النفسانيين الذين باشروا حالته بحدة ذكائه. درس في طفولته بمدرسة أطفال بورقيبة، ثم انقطع عن التعليم ليعمل في الفلاحة. سافر إلى فرنسا سنة 1964 بعد أن خطب ابنة خالته التي أحبها، وعاد سنة 1968 ليجد خطيبته قد تزوجت من رجل آخر، الأمر الذي أجَّجَ الانتقام بداخله. لكن انتقامه لم يبدأ إلا بعد مرور 20 عاما، حيث قام بقتل ابن خطيبته السابقة سنة 1988. كان الناصر الدامرجي يعمل بمجال الفلاحة؛ يستأجر المَزارع ويعمل بهِمَّة جعلته في حالة مادية جيدة، لكنه رغم ذلك عانى من عُقَد نفسية جعلت منه سفاحا.

### جرائمه
أول جريمة ارتكبها الناصر الدامرجي كانت في حق طفل يدعى محمد علي وضعته الصدفة في طريق الناصر يوم 15 يونيو 1987 حوالي منتصف النهار لمحه على حافة الطريق يشير إليه بالوقوف وتوقف و اقله معه على متن دراجته النارية الحمراء لكنه عرض عليه الذهاب معه إلى مزرعته ليساعده في جني ثمار اللوز بمقابل مادي، رحب الطفل بالفكرة و رافقه للمكان، هناك تسلق إحدى أشجار اللوز، لم يكن الناصر ينوي قتله لولا انه لمحه شبه عار وهو فوق الشجرة فلم يستطع تمالك نفسه وأراد التعدي عليه فعرض عليه مشاركته في تناول الطعام ثم أعرب له عن نيته في مفاحشته مغريا إياه بالمال لكن الشاب رفض وحاول الفرار. هنا لحق به الناصر ووضع إحدى يديه على فمه ليمنعه من الصراخ و ضغط بيده الأخرى على رقبته حتى فارق الحياة، ظن انه أغمى عليه ووضعه في الفراش، حاول أن يفيقه حتى مرت 6 ساعات فيئس من نجاته وأخذه ليدفنه في مزرعته. من هنا اكتشف طريقة رائعة للقتل.
بعد ارتكابه لجريمته الأولى أصابه الخوف من اكتشاف أمره وامتنع عن ارتكاب جريمة أخرى، لكن هذا الامتناع لم تطل مدته فسرعان ما ارتكب جريمة خلال سنة وذلك في شهر فبراير 1988، هذه الجريمة راح ضحيتها شاب يدعى الحبيب جمعه المكان نفسه مع الناصر ومثل الجريمة الأولى أراد الناصر الاعتداء جنسيًا على الشاب الذي يبلغ من العمر 18 سنة وهو أكبر ضحايا السفاح سنا وكان جزاء رفضه الموت خنقا ومجامعته ميتا. بعد ذلك تفنن في إخفاء الجثة. تعوّد الناصر على القتل وعرف أن الخنق وسيلة جيدة و سهلة و فعالة و كان بارعا في إخفاء الجثث.
بدأ يستخدم مهاراته في القتل وتوالت الجرائم وارتفع عدد الضحايا الأطفال وبدا يتخذ القتل وسيلة لتصفية حساباته القديمة، وفورا تذكر خطيبته السابقة التي خانته أثناء تواجده في فرنسا للتزوج من غيره، حاول إغراءها بالمال لتطلق زوجها و تعود إليه لكنها رفضت، بحث طويلا عن طريقة للانتقام منها ووجد نقطة ضعفها، انه ابنها الوحيد الذي تحبه كثيرا، أراد أن يحرمها منه مثلما حرمته هي من حبها، رمزي عمره 13 سنة تتبعه الناصر وعرف كل تحركاته، لكنه قرر أن يترك الأمر للصدفة وشاءت الصدف أن تضع رمزي أمام الناصر يوم 26 يناير 1988.
كالعادة وجد سيناريو لاجتذابه وأخذه معه إلى وادي به مزرعة و بيت مهجور، هناك مرت بباله ذكرياته المرّة مع والدته ففعل به أشياء مُقرفة، اعتدى عليه بالفاحشة وبآلة حادة، كان رمزي هو الضحية الوحيدة التي اعتدى عليها السفاح بوحشية، هذه كانت الجريمة الرئيسية للسفاح، كان هدفها الانتقام لقصة حب فاشلة، بعدها توالت جرائمه إلى أن وصل عدد الضحايا من الأطفال إلى 14 طفلا تتراوح أعمارهم بين 10 و 18 عاما.

### القبض عليه
قبل إيقاف الناصر الدامرجي تم إيقاف العديد من المشتبه فيهم، من بينهم الناصر نفسه وتم إطلاق سراحه لعدم كفاية الحجة، لكن تم إيقافه مرة أخرى وهذه المرة هرب وفي فترة هروبه اقترف جرائم أخرى والمرة الثانية كانت هي الأخيرة و التي اعترف فيها الناصر الدامرجي بجرائمه التي صدمت الرأي العام. رفض المحامون في تونس الدفاع عنه فكلفت المحكمة محام للدفاع عنه، محامي الناصر الدامرجي يقول أن السفاح في لقائه به ذكر انه تنتابه نوبات يشعر فيها بالحرارة تجتاح جسده و يرتكب أثرها جرائمه دون أن يرف له جفن.
من منظور علم النفس «الناصر الدامرجي مجرم جنسي جرائمه تدخل في إطار اضطرابات الشخصية التي تتميز بعدم التكيف مع المجتمع والحالة النفسية هذه لا تعفي السفاح من تحمل المسؤولية القانونية للجرائم التي ارتكبها».
يقول الاختصاصي النفسي الذي باشر حالته انه شخص مصاب بحب التملك معتل اجتماعيا وعقليا يعاني من البيدوفيليا وبعض اضطرابات الشخصية ويقول الطبيب المشرف على استخراج الجثث انه أثناء تشخيص السفاح لجرائمه و استخراج الجثث كان يتمتع بدم بارد و لم تبد عليه أية علامة من علامات الندم بل كان يلقي النكات من حين لآخر.

## الإرث
في 5 مارس 2013 بعد الثورة التونسية، تم عرض تفاصيل القضية كاملة في برنامج رفعة الجلسة الذي يبث على قناة الحوار التونسي على حلقتين عرض فيها بعض من أفراد عائلات الضحايا، أطباء شرعيون، أخصائيون نفسيون، محامو الجاني وشهود عيان. مع ذلك أدلي محامي الجاني في البرنامج أن وكيله تعرض لحادث مرور تسبب بحالة ارتجاج دماغي بنسبة 30% كما أنه كان لديه حالة اضطرابات نفسية حادة وفي حالة عزلة دائمة.

### مجلة ليدرز
يقول حسن الذي نفذ حكم الإعدام في حق السفاح في لقاء صحفي مع مجلة ليدرز أنه تم إعدام السفاح على الساعة الثالثة والربع صباحا، و في العادة لا تدوم عملية الإعدام أكثر من 4 أو 5 دقائق حتى تفارق الروح الجسد، لكن موت الناصر الدامرجي استغرق 14 دقيقة بعدد ضحاياه كأن الله أراد تعذيبه في كل دقيقة.
| الناصر الدامرجي | عندما فتحنا باب زنزانته ووضعنا ثلاثة منا فوقه لوضع أيدينا خلف ظهره وتقييد يديه، تفاجأ ناصر الدمرجي، قاتل نابل المتسلسل. لكنه سرعان ما أدرك ما سيحدث له. وبينما كان يرفعه كانت رجليه تطفوان ويردد الله يغفر لي. أخذناه إلى مكتب القاضي. جلس خلف مكتبه برفقة قاضيين آخرين ومسجل البلدية، وكان إمام وطبيب على أهبة الاستعداد، وكذلك مدير السجن والمدير العام لخدمات السجون وفريق من المستشفى لجمع الرفات. | الناصر الدامرجي |